# 下村彰男
下村 彰男（しもむら あきお、1955年 - ）は、日本の森林学者、造園学者、観光学者。國學院大學観光まちづくり学部教授。東京大学大学院名誉教授。
東京大学大学院農学生命科学研究科森林科学専攻森林資源環境科学講座・森林風致計画学研究室を主宰。博士（農学）（東京大学）。専門は森林科学系造園学のうち観光・レクリエーション計画。リゾート計画。兵庫県生まれ。

## 経歴
- 1978年、東京大学農学部林学科卒業。
- 1980年、東京大学大学院農学系研究科林学専門課程専攻修士課程修了。
- 1982年、東京大学大学院農学系研究科林学専門課程専攻博士課程中途退学。
- 1982年、株式会社ラック計画研究所。
- 1986年、東京大学農学部 助手。
- 1993年2月、博士(農学)(東京大学)取得。
- 1993年、東京大学農学部 助教授。
- 1999年4-2004年3 立教大学(非常勤講師)(担当：景観論)。
- 2001年、東京大学大学院農学生命科学研究科 教授。
- 2002年、東京大学大学院森林科学専攻長。
- 2004年、東京大学大学院森林科学専攻主任。
- 2007年9月、日本大学非常勤講師。風致計画学担当。
- 2007年、東京大学知のプロムナード小委員会委員。
- 2007年、東京大学附属演習林長 演習林長。
- 2011年、東京大学キャンパス計画室交通計画部会部会長。2011年、キャンパス計画室植栽管理計画検討WG主査。
- 2012年、首都大学東京非常勤講師。自然・文化ツーリズム学特別講義を担当。
- 2020年、東京大学大学院農学生命科学研究科 教授を定年退職[2]。
- 2021年、國學院大學研究開発推進機構（新学部設置準備室）
- 2022年　國學院大學観光まちづくり学部教授

## 受賞
- 1989年 - 日本造園学会賞研究奨励賞
- 1996年 - 日本造園学会賞
- 2018年 - 日本公園緑地協会北村賞
- 2019年 - 日本造園学会田村剛賞受賞
- 2020年 - 文化庁長官表彰[3]

## 委員歴
- 日本造園学会 理事（2001年）会長（2015-2017）
- 日本都市計画学会  学術委員（1998年-2000年）
- 日本レジャー・レクリエーション学会  常任理事（1992年）
- 日本観光研究学会  理事（1994年-1997年）
- 中央環境審議会 自然環境・野生生物合同部会委員[4]
- 東京都環境局指定管理者評価委員会委員[5]
- 日本遺産審査委員会委員[6]
- 産業構造審議会地域経済産業分科会工場立地法検討小委員会委員：経済産業省[7]
- 森林保全・管理技術研究所環境調査部会検討委員会メンバー[8]
- 風力発電施設と自然環境保全に関する研究会メンバー[9]

など、多数。

## 著書
(共著・分担執筆)
- 水辺の景観設計：技報堂出版  1988年
- レクリエーション学の方法：ぎょうせい  1988年
- 造園を読む：彰国社  1993年
- 生態系保全をめざした水辺と河川の開発と設計：工業技術会株式会社  1995年
- 「食の風景」の創造に向けて―シリーズ・地域の活力と魅力：株式会社ぎょうせい  1996年
- フォレストスケープ：社団法人 全国林業改良普及協会  1997年
- シビック・ランドスケープ：(株)公害対策技術同友会  1997年
- リゾート景観の保全と創造ランドスケープの計画(ランドスケープ大系2巻)技報堂出版  1998年
- シビックランドスケープ：ランドスケープデザイン(ランドスケープ3巻)  1998年  日本造園学会
- 高齢社会における都市デザイン　進化する老い、進化する社会  2000年
- 都市美―都市景観施策の源流とその展開：学芸出版社、2005
- 人と森の環境学：東京大学出版会、2004
- 森林保護学：朝倉書店、2004年

（編集委員）
- 観光学全集 第4巻：日本観光研究学会/監修